# Liste der Bodendenkmäler in Dietramszell
Auf dieser Seite sind die Bodendenkmäler in der oberbayerischen Gemeinde Dietramszell zusammengestellt. Diese Tabelle ist eine Teilliste der Liste der Bodendenkmäler in Bayern. Grundlage ist die Bayerische Denkmalliste, die auf Basis des Bayerischen Denkmalschutzgesetzes vom 1. Oktober 1973 erstmals erstellt wurde und seither durch das Bayerische Landesamt für Denkmalpflege geführt wird. Die folgenden Angaben ersetzen nicht die rechtsverbindliche Auskunft der Denkmalschutzbehörde.

## Bodendenkmäler in Dietramszell
| Lage                           | Objekt | Akten-Nr.     | Bild                                              |
| ------------------------------ | --- | ------------- | ------------------------------------------------- |
| (Standort)                     | Grabhügel vorgeschichtlicher Zeitstellung. | D-1-8035-0002 |                                                   |
| (Standort)                     | Körpergräber des frühen Mittelalters. | D-1-8035-0004 |                                                   |
| (Standort)                     | Grabhügel vorgeschichtlicher Zeitstellung. | D-1-8035-0063 |                                                   |
| (Standort)                     | Burgstall des hohen oder späten Mittelalters. | D-1-8035-0104 |                                                   |
| Lehrer-Vogl-Weg 16 (Standort)  | Untertägige mittelalterliche und frühneuzeitliche Befunde im Bereich der katholischen Filialkirche St. Peter und Paul in Baiernrain und ihres Vorgängerbaus.                                                                                 | D-1-8035-0105 | weitere Bilder                                    |
| Otterfinger Straße (Standort)  | Untertägige spätmittelalterliche und frühneuzeitliche Befunde im Bereich der katholischen Filialkirche St. Martin in Steingau. | D-1-8035-0107 | weitere Bilder                                    |
| (Standort)                     | Untertägige frühneuzeitliche Befunde im Bereich der katholischen Kapelle Maria Dolorosa in Berg. | D-1-8035-0109 | weitere Bilder                                    |
| (Standort)                     | Grabhügel vorgeschichtlicher Zeitstellung. | D-1-8134-0001 |                                                   |
| (Standort)                     | Siedlung und Körpergräber des frühen Mittelalters. | D-1-8034-0049 |                                                   |
| Schloßstraße 42 (Standort)     | Untertägige mittelalterliche und frühneuzeitliche Befunde im Bereich von Schloss Ascholding mit zugehörigem Wirtschaftshof. | D-1-8034-0051 | weitere Bilder                                    |
| Am Burgstall 5 (Standort)      | Burgstall des hohen und späten Mittelalters sowie untertägige frühneuzeitliche Befunde im Bereich von Schloss Hechenberg. | D-1-8135-0002 | weitere Bilder                                    |
| (Standort)                     | Turmhügel des hohen oder späten Mittelalters (Hechenberg). | D-1-8135-0003 |                                                   |
| (Standort)                     | Körpergräber der römischen Kaiserzeit. | D-1-8135-0004 |                                                   |
| (Standort)                     | Unvollendetes Grabenwerk des frühen oder hohen Mittelalters. | D-1-8135-0005 |                                                   |
| (Standort)                     | Untertägige mittelalterliche und frühneuzeitliche Befunde im Bereich der katholischen Filialkirche St. Georg in Rampertshofen und ihres Vorgängerbaus sowie Tuffplattengräber des frühen Mittelalters.                                       | D-1-8135-0006 | weitere Bilder                                    |
| (Standort)                     | Tuffplatten- und Körpergräber des frühen Mittelalters. | D-1-8135-0007 |                                                   |
| (Standort)                     | Grabhügel vorgeschichtlicher Zeitstellung | D-1-8135-0016 |                                                   |
| (Standort)                     | Grabhügel vorgeschichtlicher Zeitstellung | D-1-8135-0017 |                                                   |
| (Standort)                     | Körpergräber des frühen Mittelalters. | D-1-8135-0018 |                                                   |
| (Standort)                     | Burgstall des hohen oder späten Mittelalters. | D-1-8135-0020 |                                                   |
| (Standort)                     | Körpergräber vor- und frühgeschichtlicher Zeitstellung. | D-1-8135-0023 |                                                   |
| (Standort)                     | Körpergräber der frühen römischen Kaiserzeit (Heimstettener Gruppe). | D-1-8135-0025 |                                                   |
| (Standort)                     | Untertägige mittelalterliche und frühneuzeitliche Befunde im Bereich der katholischen Filialkirche St. Maria und Maternus (genannt Maria zu den sieben Schmerzen) in Linden und ihrer Vorgängerbauten.                                       | D-1-8135-0035 | weitere Bilder                                    |
| Klosterplatz (Standort)        | Untertägige mittelalterliche und frühneuzeitliche Befunde im Bereich des ehemaligen Augustinerchorherrenstifts Dietramszell mit der katholischen Pfarrkirche Mariä Himmelfahrt und ihren Vorgängerbauten sowie der Klosterkirche St. Martin. | D-1-8135-0037 | weitere Bilder                                    |
| Kreuzbichlweg (Standort)       | Untertägige spätmittelalterliche und frühneuzeitliche Befunde im Bereich der katholischen Kreuzbichlkapelle in Dietramszell. | D-1-8135-0038 | weitere Bilder                                    |
| Kirchplatz 3 (Standort)        | Untertägige mittelalterliche und frühneuzeitliche Befunde im Bereich der katholischen Pfarrkirche St. Leonhard in Ascholding. | D-1-8135-0039 | weitere Bilder                                    |
| Feldstraße 9 (Standort)        | Untertägige frühneuzeitliche Befunde im Bereich der katholischen Kapelle St. Georg bei Ascholding. | D-1-8135-0040 | weitere Bilder                                    |
| (Standort)                     | Untertägige mittelalterliche und frühneuzeitliche Befunde im Bereich der katholischen Pfarrkirche St. Valentin in Hechenberg und ihres Vorgängerbaus.                                                                                        | D-1-8135-0041 | weitere Bilder                                    |
| Dorfstraße (Standort)          | Untertägige spätmittelalterliche und frühneuzeitliche Befunde im Bereich der katholischen Filialkirche St. Koloman in Bairawies. | D-1-8135-0043 | weitere Bilder                                    |
| (Standort)                     | Untertägige frühneuzeitliche Befunde im Bereich der katholischen Pestkapelle bei Bairawies. | D-1-8135-0044 | frühneuzeitliche Befunde                          |
| (Standort)                     | Untertägige spätmittelalterliche und frühneuzeitliche Befunde im Bereich der katholischen Filialkirche St. Anna in Humbach. | D-1-8135-0046 | weitere Bilder                                    |
| Lindener Straße 2 (Standort)   | Untertägige mittelalterliche und frühneuzeitliche Befunde im Bereich der katholischen Filialkirche St. Magdalena in Lochen und ihres Vorgängerbaus.                                                                                          | D-1-8135-0048 | weitere Bilder                                    |
| Humbacher Straße 14 (Standort) | Untertägige mittelalterliche und frühneuzeitliche Befunde im Bereich der katholischen Filialkirche Mariä Geburt in Peretshofen und ihrer Vorgängerbauten.                                                                                    | D-1-8135-0050 | weitere Bilder                                    |
| (Standort)                     | Untertägige mittelalterliche und frühneuzeitliche Befunde im Bereich der katholischen Filialkirche St. Katharina in Thankirchen und ihrer Vorgängerbauten.                                                                                   | D-1-8135-0052 | weitere Bilder                                    |
| (Standort)                     | Untertägige spätmittelalterliche und frühneuzeitliche Befunde im Bereich der katholischen Filialkirche St. Quirin und St. Katharina bei Jasberg und ihres Vorgängerbaus.                                                                     | D-1-8135-0064 | spätmittelalterliche und frühneuzeitliche Befunde |
| (Standort)                     | Burgstall des hohen oder späten Mittelalters. | D-1-8135-0068 |                                                   |
| Am Weiherfeld 5 (Standort)     | Untertägige frühneuzeitliche Befunde im Bereich der katholischen Wallfahrtskirche Maria im Elend bei Dietramszell und ihres Vorgängerbaus.                                                                                                   | D-1-8135-0070 | weitere Bilder                                    |
| (Standort)                     | Untertägige frühneuzeitliche Befunde im Bereich der katholischen Wallfahrtskirche St. Leonhard und ihrer Vorgängerbauten. | D-1-8135-0071 | weitere Bilder                                    |
| (Standort)                     | Turmhügel mit Vorburg des hohen Mittelalters. | D-1-8135-0095 |                                                   |
| (Standort)                     | Grabhügel vorgeschichtlicher Zeitstellung. | D-1-8135-0098 |                                                   |